# The New European
The New European é um jornal pró-europeísta semanal britânico, de propriedade da empresa Archant, lançado em 8 de julho de 2016, em resposta ao referendo pela saída do Reino Unido da União Europeia. Inspirado no jornal escocês The National, o periódico visa 48% da população britânica que votou pela permanência da Grã-Bretanha no bloco econômico. Seu editor é Matt Kelly, que trabalhou como jornalista no The Mirror e na empresa Local World.

## Colaboradores
- Tony Blair
- Richard Branson
- Nick Clegg
- Daniel Cohn-Bendit
- A. C. Grayling
- Howard Jacobson
- Alan Sked
- Guy Verhofstadt